# Húsa kirkja
Húsa kirkja er en færøsk kirke i Húsar på Kalsoy. Kirken er hjemmehørende i Færøernes folkekirke

## Kirkens historie
Den 23. april 1916 blev der indsendt en ansøgning til Færø Amt og Provsti om at fremskaffe en tegning til en ny stenkirke med jerntag i Husar, da den gamle kirke om vinteren blev ødelagt under en storm. Den gamle kirke var en stenkirke med græstag fra 1862. Herefter gik der fire år, hvor Húsar ikke havde nogen kirke indtil 1920. Den nye kirke blev indviet den 11. juli 1920 af provst Jákup Dahl, og opført med Guttorm Eysteroy som bygmester. Kirkebyggeriet tømte ikke kun kirkekassen i Norðoya prestagjaldi, men også samtlige kirkekasser på Færøerne.

## Kirken
Húsa kirkja en hvidmalet stenbygning med rødt bliktag og en tagrytter i vestenden med et højt spir med fire mindre spir i hvert hjørne. Kirken har syv spidsbuede vinduer på hver side, mens indgangsdøren er placeret i vestenden.
Indvendig har kirken et spidst loft, med blåmalede felter. 
Prædikestolen er med felter i to etager, hvor beklædningen fortsætter mod væggen og danner siden indtil præsteværelset. 
Altertavlen stammer fra den gamle kirke er en kopi af et maleri, malet af V. Tornøe i 1865 efter Rotermund og forstiller korsnedtagelsen.
kirkeskibet er en model af en færøsk slup ophænget ved kirkens 75 års dag i 1995.